# Gunung Behem
Gunung Behem är ett berg i Indonesien.   Det ligger i provinsen Aceh, i den västra delen av landet, 1 500 km nordväst om huvudstaden Jakarta. Toppen på Gunung Behem är 957 meter över havet, eller 201 meter över den omgivande terrängen. Bredden vid basen är 2,1 km.
Terrängen runt Gunung Behem är varierad. Runt Gunung Behem är det glesbefolkat, med 18 invånare per kvadratkilometer. I omgivningarna runt Gunung Behem växer i huvudsak städsegrön lövskog.